# Баранов, Пётр Александрович
Пётр Александрович Баранов (31 мая 1909, Большие Льзи, Санкт-Петербургская губерния — 29 ноября 1943, Александрийский район, Кировоградская область) — старший лейтенант РККА, участник Великой Отечественной войны, Герой Советского Союза (1944).

## Биография
Родился 31 мая 1909 года в деревне Льзи (ныне — Плюсский район Псковской области) в крестьянской семье. После окончания начальной школы работал шофёром в Лужском районном потребсоюзе Ленинградской области.
В 1931—1932 годах проходил службу в Рабоче-крестьянской Красной армии. В 1938 году окончил курсы младших лейтенантов запаса, продолжал службу в 1939—1940 годах. В 1941 году был вновь призван из запаса. С июня 1941 года — на фронтах Великой Отечественной войны. К ноябрю 1943 года старший лейтенант Пётр Баранов командовал ротой 139-го танкового полка, действовавшего в оперативном подчинении командования 5-й гвардейской армии 2-го Украинского фронта. Отличился во время битвы за Днепр.
20 ноября 1943 года рота под его командованием прорвала сильно укреплённую линию обороны немецких войск и овладела селом Новозолотарёвка. В бою за сёла Омельник и Камбурлиевка, когда у машин роты кончились боеприпасы, танкисты уничтожали противника при помощи гусениц, что обеспечило успешное продвижение наступающих советских подразделений. Погиб в бою 29 ноября 1943 года. Похоронен в селе Михайловка.
Указом Президиума Верховного Совета СССР «О присвоении звания Героя Советского Союза офицерскому, сержантскому и рядовому составу Красной Армии» от 22 февраля 1944 года за «образцовое выполнение боевых заданий командования при форсировании реки Днепр, развитие боевых успехов на правом берегу реки и проявленные при этом отвагу и геройство» был удостоен посмертно высокого звания Героя Советского Союза.

## Память
В его честь установлена мемориальная доска на здании правления райпотребсоюза, где работал Герой, в городе Луга Ленинградской области. Также его именем названа одна из улиц города.